# Carlos Azpiroz Costa
Carlos Alfonso Azpiroz Costa (Buenos Aires, 30 de octubre de 1956) es un sacerdote dominico y arzobispo argentino, que se desempeña como 5° Arzobispo de Bahía Blanca y 2° Vicepresidente de la Conferencia Episcopal Argentina (CEA). Fue el Maestro General de la Orden de Predicadores, entre 2001 y 2010.

## Biografía

### Primeros años
Carlos Alfonso nació el 30 de octubre de 1956, en Buenos Aires, capital de Argentina. 
Nació en el matrimonio de: Francisco Azpiroz Gil y Nélida Victoria Costa Colombo.
Es el octavo de catorce hermanos, de los cuales destaca Fernando, que es miembro de los jesuitas, y vive en Taiwán.

### Formación
Realizó su formación primaria y secundaria en el Colegio Champagnat de los Maristas, en Buenos Aires; se graduó en 1974. 
Terminado sus estudios, comenzó con 18 años la carrera de abogado en la Facultad de Derecho, de la UCA.
Durante esos años trabajó junto a su padre en la empresa familiar (1975 – 1979). 
En 1978 fue elegido presidente del Centro de Estudiantes de la Facultad de Derecho de la Universidad Católica Argentina (UCA), hasta 1979.

## Vida religiosa
En 1978 conoció en la Universidad a dos profesores, miembros de los dominicos, a partir de ahí comenzó a dialogar acerca de sus inquietudes vocacionales. 
Realizó retiros espirituales en la comunidad de los dominicos en Mar del Plata y con certeza confirmó su llamado a ser dominico. 
El 1 de marzo de 1980 ingresó en la Orden de Predicadores.
El 28 de febrero de 1981 realizó su primera profesión de votos religiosos, a manos de fray Michel J. Paul Ramlot, Prior Provincial de la Provincia Argentina. Al tiempo, realiza el examen pendiente en la UCA obteniendo así el título de abogado.
Comenzó sus estudios de Filosofía en el Convento de Santo Domingo, en Buenos Aires. 
Realizó la profesión solemne, el 10 de marzo de 1984, en el Convento de Santo Domingo, en Buenos Aires. 
Obtuvo el título de Bachiller en Filosofía, por la Universidad del Norte Santo Tomás de Aquino (UNSTA). Siguió estudiando hasta conseguir en el Centro de Estudios Institucionales (afiliado a la facultad de Teología de la UCA) el título de Bachiller en Teología.
Durante los años de formación fue profesor de catequesis en el Colegio N. S. del Milagro (Floresta), profesor de teología en las facultades de Economía y de Derecho (UCA) y profesor de Filosofía Social en la facultad de Filosofía de la UNSTA.
En lo Pastoral, trabajó en el Movimiento de Jornadas de Vida Cristiana en la Arquidiócesis de Buenos Aires, y en diversas actividades misioneras en Valcheta (Río Negro), El Alto (Catamarca), Maipú (Mendoza) y especialmente en Lavalle (Corrientes).

## Sacerdocio
Fue ordenado diácono el 8 de agosto de 1986, en el Convento de Santo Domingo, Buenos Aires; a manos del por entonces Presidente del Consejo Pontificio para los Laicos, Eduardo Francisco Pironio.
Su ordenación sacerdotal fue el 14 de agosto de 1987 (vigilia de la Asunción de María), a manos del por entonces Presidente del Consejo Pontificio para los Laicos, Eduardo Francisco Pironio, en el Convento de Santo Domingo, Buenos Aires.
En septiembre de 1989, viajó a Roma para estudiar Derecho Canónico, donde obtuvo la Licenciatura en 1991, y el Doctorado en 1992. 

### Prior
En Roma, luego de las votaciones correspondientes fue elegido prior del Convento San Martín de Porres, Mar del Plata; noviciado de la Provincia Argentina (1992-1995). Durante estos años también fue docente en la Universidad FASTA y en el CEDIER, de la Diócesis de Mar del Plata.
Responsable de la pastoral universitaria y colaboró con las Juntas de religiosos y religiosas de la Diócesis de Mar del Plata. Desde Mar del Plata continuó con su labor académica en Buenos Aires, como profesor de Derecho de la vida consagrada, en la UCA y en los centros educativos de la Provincia Argentina. También atendió pastoralmente algunas capillas de la comunidad conventual.
En 1995, el Capítulo Provincial lo eligió Secretario de Provincia y en noviembre, prior del Convento Santo Domingo, Buenos Aires.
Estando en Buenos Aires, se volvió a involucrar con el trabajo pastoral en el Movimiento de Jornadas de Vida Cristiana. Acompañó la labor pastoral-misionera en Puerto Viejo (Corrientes). Fue miembro del Equipo de Reflexión Teológica de la Conferencia Argentina de Religiosos (1993-1997).

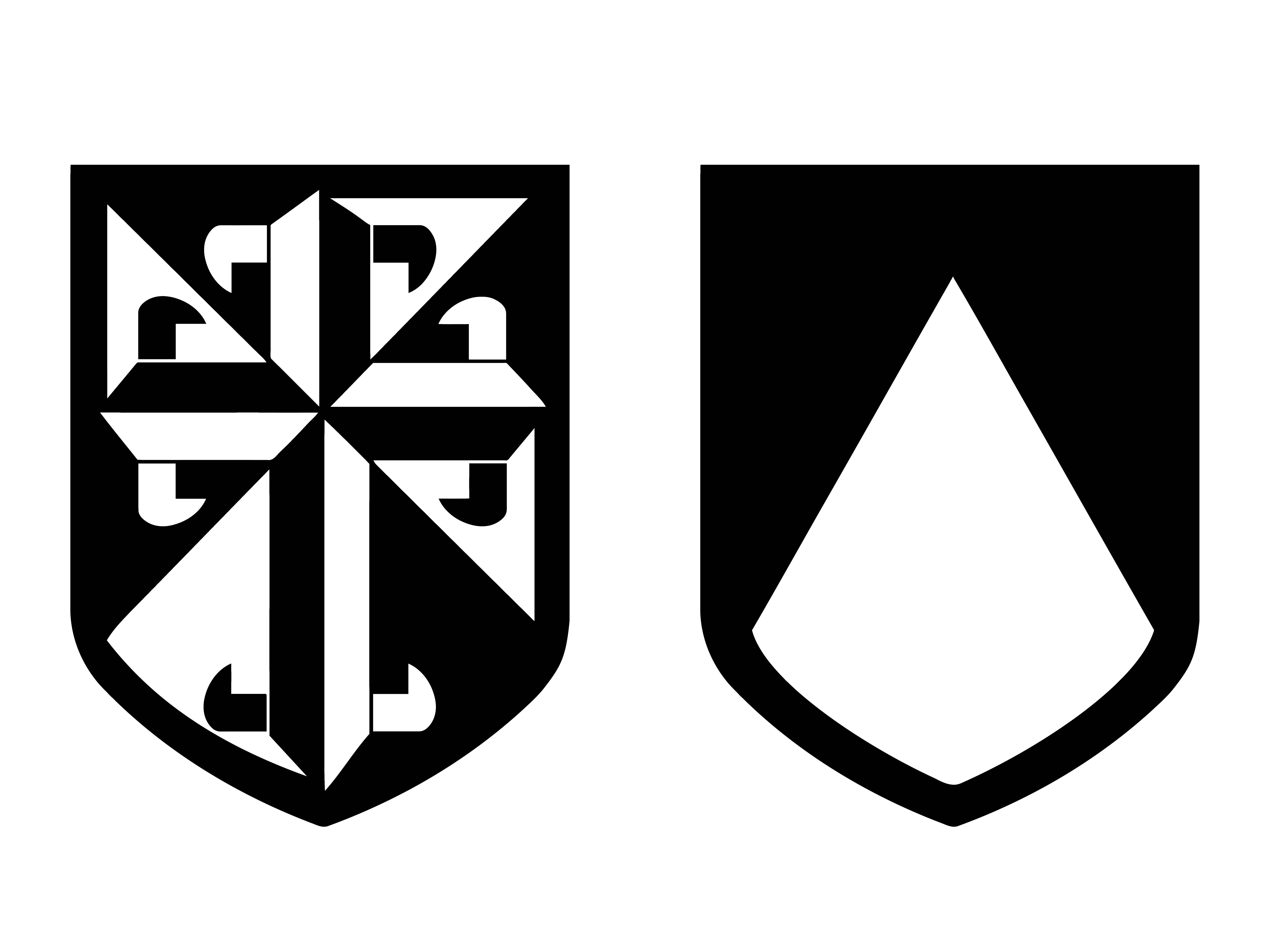
Blasón de la Orden de los Predicadores.

En julio de 1997 el Maestro General, fray Timothy Radcliffe, lo nombró procurador general de la Orden en Santa Sabina, de Roma. A partir de ese momento fue profesor de "Derecho de la Vida Consagrada" en la Facultad de Derecho Canónico del Angelicum. 
Fue Rector de la basílica de Santa Sabina, desde 1997 a fines del 2000.

### Maestro de la Orden
El 14 de julio de 2001, participando como invitado -perito en el Capítulo General electivo de Providence College, fue elegido Maestro de la Orden, convirtiéndose en el 85° sucesor de Santo Domingo de Guzmán.
Es además el primer clérigo no europeo en ocupar dicho puesto después de más de 300 años.

## Episcopado

### Arzobispo Coadjutor
El 2 de noviembre de 2015, el papa Francisco lo nombró arzobispo coadjutor de Bahía Blanca.
Fue consagrado el 22 de diciembre del mismo año, en el gimnasio del colegio Don Bosco de Bahía Blanca, a manos del entonces Arzobispo de Bahía Blanca, Guillermo Garlatti.
Sus co-consagrantes fueron el entonces Obispo de Concepción, Armando Rossi OP y el Obispo emérito de Quilmes, Luis Teodorico Stöckler.
La ceremonia se realizó al cumplirse 800 años de la Orden de Predicadores, a la que pertenece el nuevo obispo.

### Arzobispo
Fue nombrado arzobispo de Bahía Blanca el 12 de julio de 2017. Tomó posesión del arzobispado el 29 del mismo mes.

#### Cargo en el Arzobispado
En 2021 fue electo 2° Vicepresidente de la CEA, para el trienio (2021 - 2024).